# 福島県道34号相馬浪江線
福島県道34号相馬浪江線（ふくしまけんどう34ごう そうまなみえせん）は、福島県相馬市から双葉郡浪江町に至る県道（主要地方道）である。

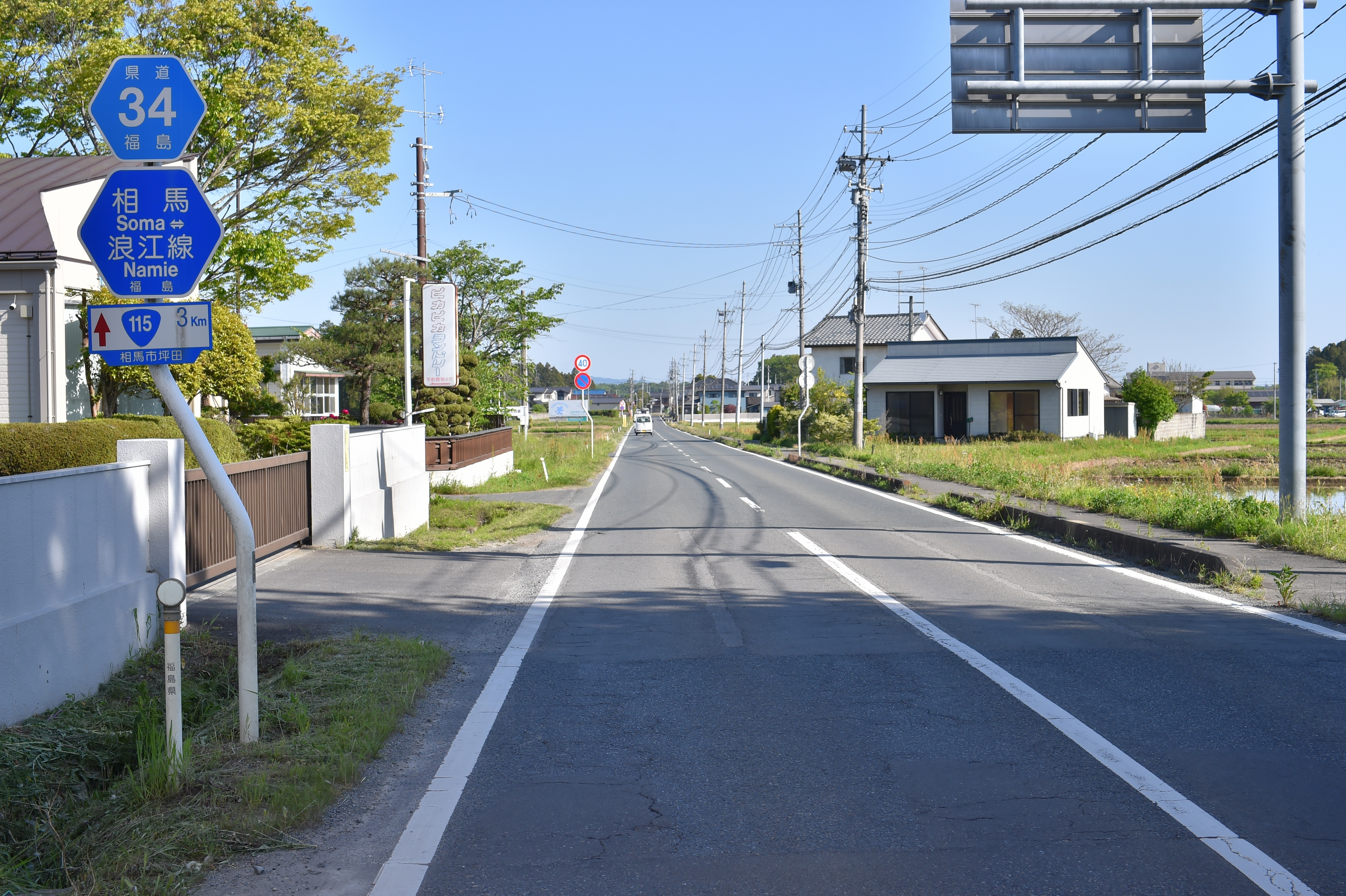
福島県道34号相馬浪江線
相馬市坪田（2024年5月）

## 概要
ほぼ全線で2車線で整備されており、信号も少ない。並行する国道6号の代替路として機能している。

### 路線データ
- 起点：福島県相馬市西山字表西山
- 終点：福島県双葉郡浪江町室原
- 総延長：37.220km
  - 実延長：37.211km[1]

## 歴史
- 1976年4月1日 - 建設省告示第935号が公布され、福島県道御山相馬線、草野大倉鹿島線の一部、富岡室原相馬線の一部が主要地方道相馬浪江線に指定される。
- 1976年（昭和51年）11月16日 - 福島県によって現行の県道路線に認定される[2]。
- 1993年（平成5年）5月11日 - 建設省から、県道相馬浪江線が相馬浪江線として主要地方道に指定される[3]。
- 2011年3月11日に発生した福島第一原子力発電所事故に伴う、原子力災害対策特別措置法の原子力災害対策本部長権限に基づく警戒区域設定により、4月1日から南相馬市原町区片倉から室原までの区間が通行止め。[要出典]
- 2012年4月16日 - 南相馬市の避難区域再編により、南相馬市原町区片倉から浪江町中ノ森までの区間を通行止め解除。[要出典]
- 2013年4月1日 - 浪江町の避難区域の再編により、浪江町中ノ森から立野までの区間を通行止め解除。[要出典]
- 2017年9月20日に残りの区間の通行規制を解除し、一般車両の通行再開。帰還困難区域内は歩行者、自転車、二輪車は通行禁止[4]。

## 路線状況

### 重用路線
- 福島県道268号草野大倉鹿島線（南相馬市鹿島区御山字御山下 - 同市同区浮田字野中）
- 福島県道49号原町浪江線（南相馬市原町区馬場字欠下 - 同市同区馬場字原）

### 道路施設
清水橋
御山橋
- 全長：67.9m
- 幅員：7.3m
- 竣工：1970年[5]

南相馬市鹿島区御山から山下に至り、二級水系真野川を渡る。
大日橋
- 全長：15.6m
- 幅員：13.0m
- 竣工：1970年[5]

南相馬市鹿島区小山田に位置し、二級水系真野川水系大日川を渡る。
新小草橋
- 全長：65.6m
- 幅員：12.8m
- 竣工：1975年[5]

南相馬市鹿島区小池字中川原、字小草に位置し、二級水系真野川水系上真野川を渡る。
木戸内橋
- 全長：93.2m
- 幅員：7.2m
- 竣工：1968年[5]

木戸内橋歩道橋
- 全長：102.0m
- 幅員：3.3m
- 竣工：1993年

南相馬市原町区深野字木戸内、本内から字中川原に至り、二級水系新田川を渡る。下り線側に人道橋が架設されている。
尼ケ折橋
南相馬市原町区信田沢字下信田、長野字上田、字長野洞に位置し、二級水系新田川水系境堀川を渡る。
下川原橋
下河原橋歩道橋
- 全長：58.0m
- 幅員：2.8m
- 竣工：1988年

南相馬市原町区石神字下川原、字坂下から牛越字辻内、大木戸字北西原に至り、二級水系新田川水系水無川を渡る。上り線側に人道橋が架設されている。
石渡戸橋
- 全長：92.0m
  - 主径間：40.0m
- 幅員：6.0(10.0)m
- 形式：3径間鋼連続鈑桁橋
- 竣工：1993年度
- 施工：矢田工業

南相馬市原町区馬場字石住から片倉字市渡戸に至り、二級水系太田川を渡る。1995年に開催された福島国体の馬術競技へのアクセス改善のために地方道特殊改良第1種事業として整備された片倉工区の関連橋梁である。1992年度より地方同橋梁整備事業として建設された。総工費は3億5500万円。太田川により形作られた渓谷を跨ぎ、橋上からの眺望に優れる。
大穴川橋
- 全長：17.0m
- 幅員：7.5（10.0）m
- 形式：単純PCプレテンT桁橋
- 竣工：1992年

小高区大富字大穴に位置し、二級水系小高川水系大穴川を渡る。1995年に開催された福島国体の馬術競技会場への輸送経路整備のため緊急地方道整備事業により建設された。総工費は1億2600万円。

## 地理

### 通過する自治体
- 相馬市
- 南相馬市
- 双葉郡浪江町

### 交差する道路
- 相馬市内
  - 福島県道228号相馬大内線・国道115号（西山字表西山 起点）
  - 国道115号相馬南バイパス（成田字船橋）
  - 福島県道270号山上赤木線（坪田字北田）
- 南相馬市内
  - 福島県道268号草野大倉鹿島線 飯舘方面（鹿島区御山字御山下）
  - 福島県道164号鹿島日下石線（鹿島区浮田字車川）
  - 福島県道268号草野大倉鹿島線 鹿島区中心部方面（鹿島区浮田字野中）
  - E6 常磐自動車道 南相馬鹿島スマートインターチェンジ（鹿島区浮田） - 市道を介する
  - 福島県道267号大芦鹿島線（鹿島区小池字原畑）
  - 福島県道12号原町川俣線（原町区信田沢字北原）
  - 福島県道62号原町二本松線（原町区大木戸字八方内）
  - 福島県道49号原町浪江線 原町区市街地方面（原町区馬場字欠下）
  - 福島県道264号馬場太田線（原町区馬場字切付）
  - 福島県道49号原町浪江線 郡山方面（原町区馬場字原）
  - 福島県道258号中ノ内小高線（小高区大田和）
- 浪江町内
  - 福島県道257号仲ノ森加倉線（立野字仲ノ森）
  - 国道114号（室原字小萱 終点）

### 沿線にある施設など
- 八幡郵便局
- 南相馬市立上真野小学校
- 上真野郵便局
- セデッテかしま - 南相馬鹿島スマートICに隣接する物販観光施設。
- 信田沢郵便局
- 南相馬市立石神中学校
- 南相馬市立石神第二小学校
- 南相馬市馬事公苑